# Zé Rafael
José Rafael Vivian (Ponta Grossa, 16 de junho de 1993), mais conhecido como Zé Rafael, é um futebolista brasileiro que atua como meio-campista. Joga pelo Santos.

## Carreira

### Coritiba
Nascido em Ponta Grossa no dia 16 de junho de 1993, Zé Rafael deu seus primeiros passos como jogador de futebol no time do Coritiba.

### Londrina
Em 2015, foi emprestado ao Londrina, onde fez 58 jogos e marcou 10 gols, sendo destaque do time na Série B de 2016.

### Bahia

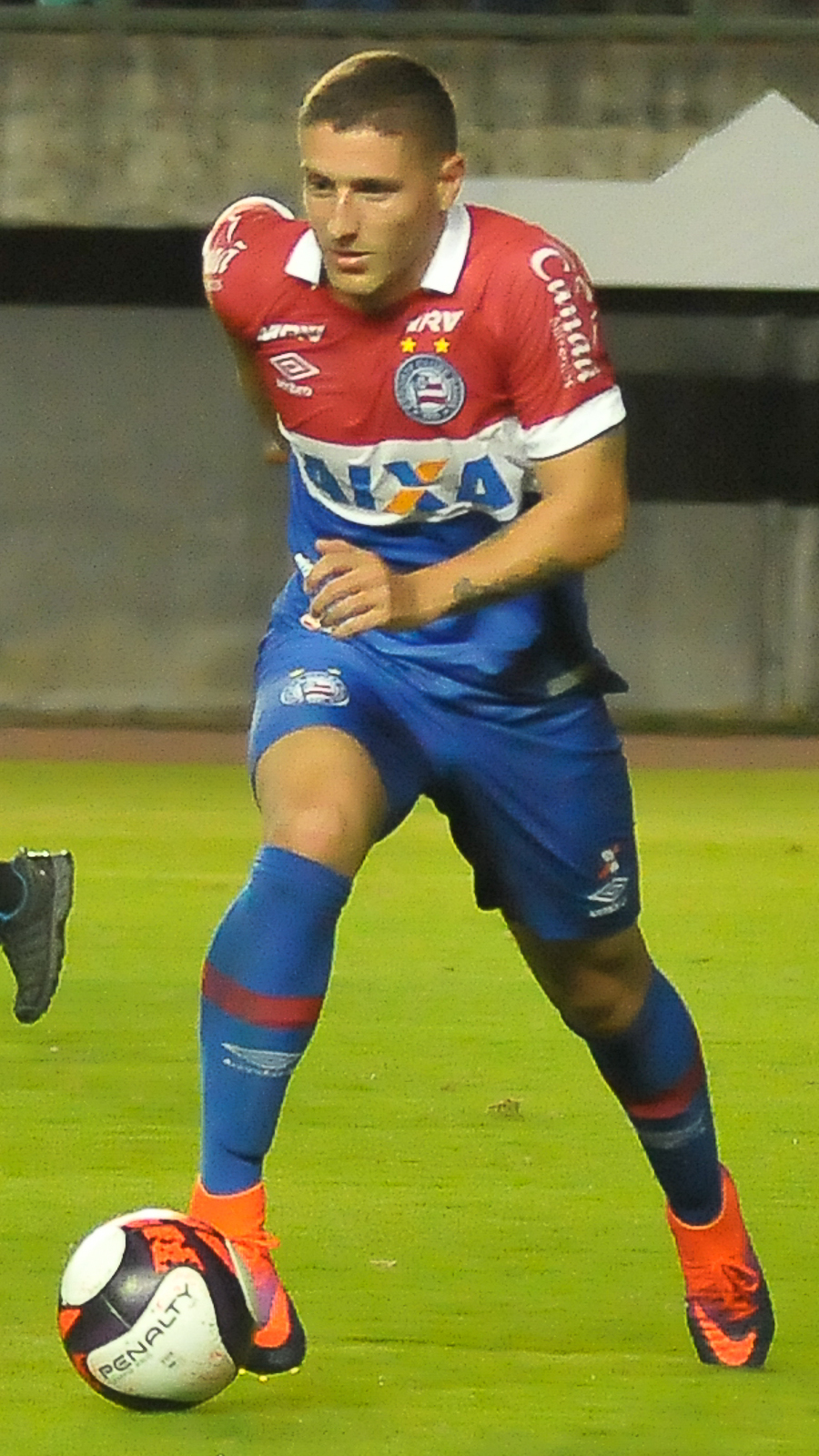
Zé Rafael atuando pelo Bahia em 2017

Em 6 de janeiro de 2017, acertou com Bahia por três temporadas.
Seu primeiro jogo pelo Bahia foi diante do time do Wolfsburg, no dia 12 de janeiro de 2017. Zé Rafael começou a temporada com destaque pelo clube baiano, marcando gols e dando assistências para seus companheiros de forma que obteve a confiança da torcida e do treinador, levando o time às finais da Copa do Nordeste e do Campeonato Baiano.

### Palmeiras

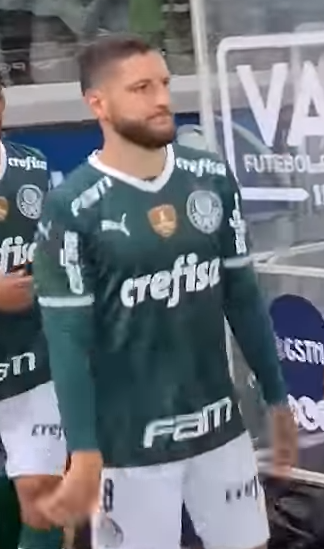
Zé Rafael pelo Palmeiras em 2022

#### Temporada 2019
Foi negociado com o Palmeiras no dia 29 de novembro de 2018, no valor de 14,5 milhões de reais, tornando-se a maior venda do Bahia. Assinou um contrato até dezembro de 2023. Fez sua estreia em janeiro de 2019, numa vitória por 1–0 contra o Botafogo-SP, no Allianz Parque, válida pelo Campeonato Paulista. Em triunfo contra o Fortaleza pelo Campeonato Brasileiro do mesmo ano, marcou seus dois primeiros gols com a camisa palestrina.

#### Temporada 2020
Pela temporada de 2020–21, Zé Rafael conquistou a Libertadores da América, participando de todos os jogos do Palmeiras na competição e sendo titular na final contra o Santos. Completou 100 jogos pelo clube em fevereiro. Em junho de 2021, teve seu contrato renovado com o Palmeiras até o final de 2024.

#### Temporada 2022
Em março de 2022, Zé Rafael fez, de falta, o primeiro gol da partida de volta da Recopa Sul-Americana contra o Athletico Paranaense, no Allianz Parque. O Palmeiras venceu o jogo por 2–0 e conquistou o título inédito. Em agosto, após vitória no clássico contra o Corinthians por 1–0, pelo Campeonato Brasileiro, Zé Rafael chegou aos 200 jogos com a camisa do Palmeiras.

#### Temporada 2023
Em janeiro de 2023, Zé Rafael renovou seu contrato com o Palmeiras até o fim de 2025. Em julho, completou 250 jogos com a camisa do Palmeiras na vitória por 3–1 contra o Fortaleza pela 16ª rodada do Campeonato Brasileiro.

#### Temporada 2024
Em 6 janeiro de 2024, o Palmeiras anunciou a renovação de vínculo contratual com Zé Rafael até dezembro de 2026. Em julho, completou trezentos jogos pelo Palmeiras em uma vitória por 2–0 contra o arquirrival Corinthians.
Zé Rafael sofreu com lesões ao longo deste ano. Ele disputou apenas 37 dos 67 jogos do time nesta temporada.

### Santos
No dia 26 de fevereiro de 2025, o Santos anunciou a compra de Zé Rafael junto ao Palmeiras. O Santos pagou por 2,5 milhões de euros (15,5 milhões de reais, na época) pela transferência. Zé Rafael assinou um contrato válido até 2027. Foi apresentado oficialmente como reforço em 9 de maio, recebendo a camisa de número seis. Estreou pelo novo clube em 12 de maio, em um empate por 0–0 contra o Ceará pelo Campeonato Brasileiro.

## Estatísticas

### Clubes
Abaixo estão listados todos os jogos, gols e assistências do futebolista por clubes.
| Clube             | Temporada         | Campeonato nacional | Campeonato nacional | Campeonato nacional | Copa nacional[a] | Copa nacional[a] | Copa nacional[a] | Competições continentais[b] | Competições continentais[b] | Competições continentais[b] | Outros torneios[c] | Outros torneios[c] | Outros torneios[c] | Total | Total | Total   |
| Clube             | Temporada         | Jogos               | Gols                | Assist.             | Jogos            | Gols             | Assist.          | Jogos                       | Gols                        | Assist.                     | Jogos              | Gols               | Assist.            | Jogos | Gols  | Assist. |
| ----------------- | ----------------- | ------------------- | ------------------- | ------------------- | ---------------- | ---------------- | ---------------- | --------------------------- | --------------------------- | --------------------------- | ------------------ | ------------------ | ------------------ | ----- | ----- | ------- |
| Coritiba          | 2012              | —                   | —                   | —                   | —                | —                | —                | —                           | —                           | —                           | 1                  | 0                  | 0                  | 1     | 0     | 0       |
| Coritiba          | 2013              | 5                   | 0                   | 0                   | 2                | 0                | 0                | 2                           | 0                           | 0                           | 7                  | 0                  | 0                  | 16    | 0     | 0       |
| Coritiba          | 2014              | —                   | —                   | —                   | —                | —                | —                | —                           | —                           | —                           | 5                  | 0                  | 0                  | 5     | 0     | 0       |
| Coritiba          | Total             | 5                   | 0                   | 0                   | 2                | 0                | 0                | 2                           | 0                           | 0                           | 13                 | 0                  | 0                  | 22    | 0     | 0       |
| Novo Hamburgo     | 2014              | 3                   | 0                   | 0                   | 4                | 0                | 0                | —                           | —                           | —                           | 6                  | 3                  | 0                  | 13    | 3     | 0       |
| Novo Hamburgo     | Total             | 3                   | 0                   | 0                   | 4                | 0                | 0                | —                           | —                           | —                           | 6                  | 3                  | 0                  | 13    | 3     | 0       |
| Londrina          | 2015              | 16                  | 2                   | 0                   | —                | —                | —                | —                           | —                           | —                           | 1                  | 0                  | 0                  | 17    | 2     | 0       |
| Londrina          | 2016              | 32                  | 4                   | 6                   | 1                | 0                | 0                | —                           | —                           | —                           | 9                  | 4                  | 0                  | 42    | 8     | 6       |
| Londrina          | Total             | 48                  | 6                   | 6                   | 1                | 0                | 0                | —                           | —                           | —                           | 10                 | 4                  | 0                  | 59    | 10    | 6       |
| Bahia             | 2017              | 36                  | 3                   | 5                   | 2                | 0                | 0                | —                           | —                           | —                           | 22                 | 2                  | 0                  | 60    | 5     | 5       |
| Bahia             | 2018              | 33                  | 4                   | 3                   | 4                | 1                | 1                | 8                           | 3                           | 0                           | 23                 | 5                  | 0                  | 68    | 13    | 4       |
| Bahia             | Total             | 69                  | 7                   | 8                   | 6                | 1                | 1                | 8                           | 3                           | 0                           | 45                 | 7                  | 0                  | 128   | 18    | 9       |
| Palmeiras         | 2019              | 27                  | 5                   | 5                   | 3                | 2                | 0                | 4                           | 0                           | 0                           | 7                  | 0                  | 0                  | 41    | 7     | 5       |
| Palmeiras         | 2020              | 26                  | 2                   | 3                   | 7                | 0                | 2                | 13                          | 2                           | 0                           | 16                 | 1                  | 1                  | 62    | 5     | 6       |
| Palmeiras         | 2021              | 26                  | 1                   | 0                   | 3                | 0                | 0                | 13                          | 2                           | 2                           | 8                  | 0                  | 1                  | 50    | 3     | 3       |
| Palmeiras         | 2022              | 33                  | 3                   | 1                   | 4                | 0                | 1                | 11                          | 2                           | 0                           | 13                 | 2                  | 2                  | 61    | 7     | 3       |
| Palmeiras         | 2023              | 31                  | 3                   | 0                   | 4                | 0                | 0                | 10                          | 0                           | 0                           | 15                 | 0                  | 0                  | 60    | 3     | 0       |
| Palmeiras         | 2024              | 9                   | 0                   | 0                   | 1                | 0                | 0                | 2                           | 0                           | 0                           | 14                 | 0                  | 0                  | 26    | 0     | 0       |
| Palmeiras         | Total             | 152                 | 14                  | 9                   | 21               | 2                | 3                | 49                          | 6                           | 2                           | 75                 | 3                  | 4                  | 300   | 25    | 17      |
| Total na carreira | Total na carreira | 277                 | 27                  | 23                  | 34               | 3                | 4                | 51                          | 9                           | 2                           | 143                | 17                 | 4                  | 522   | 56    | 32      |

- a. ^ Jogos da Copa do Brasil e Supercopa do Brasil
- b. ^ Jogos da Copa Sul-Americana, Copa Libertadores, Recopa Sul-Americana e Mundial de Clubes
- c. ^ Jogos do Campeonato Paraense, Campeonato Gaúcho, Campeonato Baiano, Copa do Nordeste e Campeonato Paulista

## Títulos
Coritiba
- Campeonato Paranaense: 2012 e 2013

Bahia
- Copa do Nordeste: 2017
- Campeonato Baiano: 2018

Palmeiras
- Campeonato Paulista: 2020, 2022, 2023[26] e 2024
- Copa Libertadores da América: 2020 e 2021
- Copa do Brasil: 2020
- Recopa Sul-Americana: 2022
- Campeonato Brasileiro: 2022 e 2023
- Supercopa do Brasil: 2023[27]

### Prêmios individuais
- Bola de Prata de Melhor Volante do Campeonato Brasileiro: 2022[28]
- Troféu Mesa Redonda – Seleção da Temporada: 2022[29]
- Seleção do Campeonato Paulista: 2023[30]

### Artilharias
- Recopa Sul-Americana de 2022 (1 gol)